# العلاقات السنغالية المجرية
العلاقات السنغالية المجرية هي العلاقات الثنائية التي تجمع بين السنغال والمجر.

## مقارنة بين البلدين
هذه مقارنة عامة ومرجعية للدولتين:
| وجه المقارنة                                              | السنغال                                              | المجر                                                       |
| --------------------------------------------------------- | ---------------------------------------------------- | ----------------------------------------------------------- |
| المساحة (كم2)                                             | 196.72 ألف                                           | 93.04 ألف                                                   |
| عدد السكان (نسمة)                                         | 15.85 مليون                                          | 9.78 مليون                                                  |
| الكثافة السكانية (ن./كم²)                                 | 80.57                                                | 105.12                                                      |
| العاصمة                                                   | داكار                                                | بودابست                                                     |
| اللغة الرسمية                                             | لغة فرنسية، اللغة الولوفية، باديارا ‏، اللغة البلنتية | لغة مجرية                                                   |
| العملة                                                    | فرنك غرب أفريقي                                      | فورنت مجري                                                  |
| الناتج المحلي الإجمالي (بليون دولار)                      | 16.37 مليار                                          | 139.14 مليار                                                |
| الناتج المحلي الإجمالي (تعادل القوة الشرائية) بليون دولار | 36.62 مليار                                          | 260.42 مليار                                                |
| الناتج المحلي الإجمالي الاسمي للفرد دولار أمريكي          | 899                                                  | 12.36 ألف                                                   |
| الناتج المحلي الإجمالي للفرد دولار أمريكي                 | 2.33 ألف                                             | 25.07 ألف                                                   |
| مؤشر التنمية البشرية                                      | 0.466                                                | 0.828                                                       |
| رمز المكالمات الدولي                                      | +221                                                 | +36                                                         |
| رمز الإنترنت                                              | .sn                                                  | .hu                                                         |
| المنطقة الزمنية                                           | 00                                                   | ت ع م+01:00، ت ع م+02:00، أوروبا/بودابست ‏، توقيت وسط أوروبا |

## منظمات دولية مشتركة
يشترك البلدان في عضوية مجموعة من المنظمات الدولية، منها:
| علم المنظمة | اسم المنظمة                               | تاريخ انضمام السنغال | تاريخ انضمام المجر |
| ----------- | ----------------------------------------- | -------------------- | ------------------ |
|             | مؤسسة التنمية الدولية                     | 31 أغسطس 1962        | 29 أبريل 1985      |
|             | يونسكو                                    | 10 نوفمبر 1960       | 14 سبتمبر 1948     |
|             | وكالة ضمان الاستثمار متعدد الأطراف        | 12 أبريل 1988        | 21 أبريل 1988      |
|             | الأمم المتحدة                             | 28 سبتمبر 1960       | 14 ديسمبر 1955     |
|             | الفريق المعني برصد الأرض                  | ?                    | ?                  |
|             | الاتحاد البريدي العالمي                   | ?                    | ?                  |
|             | البنك الدولي للإنشاء والتعمير             | 31 أغسطس 1962        | 7 يوليو 1982       |
|             | الاتحاد الدولي للاتصالات                  | 15 نوفمبر 1960       | 1866               |
|             | منظمة حظر الأسلحة الكيميائية              | ?                    | ?                  |
|             | مؤسسة التمويل الدولية                     | 31 أغسطس 1962        | 29 أبريل 1985      |
|             | المركز الدولي لتسوية المنازعات الاستشارية | 21 مايو 1967         | 6 مارس 1987        |
|             | منظمة التجارة العالمية                    | ?                    | 1995               |
|             | منظمة الشرطة الجنائية الدولية             | ?                    | ?                  |

## وصلات خارجية
- موقع وزارة الخارجية السنغالية
- موقع وزارة الخارجية المجرية